# Jan Štern (producent)
Jan Štern (* 12. června 1953 Praha) je český televizní dramaturg a producent, bývalý československý politik. Po sametové revoluci poslanec Sněmovny lidu a Sněmovny národů Federálního shromáždění za Občanské fórum, později za Občanskou demokratickou alianci.

## Biografie
Narodil se jako syn novináře Jana Šterna a jeho manželky Evy, později provdané Kantůrkové. V roce 1977 absolvoval VŠE Praha. V 80. letech 20. století vydával samizdatový časopis Prostor. Profesně je k roku 1990 uváděn jako šéfredaktor časopisu Forum, bytem Praha.
V lednu 1990 zasedl v rámci procesu kooptací do Federálního shromáždění po sametové revoluci do Sněmovny lidu (volební obvod č. 34 – Český Krumlov, Jihočeský kraj) jako bezpartijní poslanec, respektive poslanec za Občanské fórum. Ve volbách roku 1990 přešel do české části Sněmovny národů jako poslanec OF. Po rozkladu Občanského fóra přešel do Občanské demokratické aliance. Ve Federálním shromáždění setrval do voleb roku 1992.
Po sametové revoluci působil zpočátku jako šéfredaktor v časopise Forum. V roce 1992 byl šéfredaktorem deníku Prostor. V roce 1993 se stal intendantem zpravodajství na stanici ČT2, a poté působil coby producent publicistických pořadů v České televizi. V letech 1994–1998 byl producentem pořadů Nadoraz, Aréna, Dvaadvacítka, Katovna či Sněží. Dva roky působil jako programový stratég v televizi Prima. Po návratu do České televize se stal vedoucím dramaturgem v centru dramatické tvorby ČT. Spolurežíroval cyklus Ztracená duše národa, byl producentem pořadu Uvolněte se, prosím. Byl místopředsedou Českého filmového a televizního svazu (FITES). Podle údajů k roku 2012 byl zmocněncem sdružení Veřejnost proti korupci. V roce 2023 podal kandidaturu na funkci generálního ředitele České televize, ale neuspěl.
V září 2023 oznámil nový generální ředitel ČT Jan Souček, že po jeho nástupu do funkce od října 2023 se Štern stane manažerem programu ČT2 a bude spadat pod ředitele divize Program Milana Fridricha. V březnu 2024 oznámilo vedení ČT v tiskové zprávě, že se po šesti měsících nový model ukázal jako neefektivní a zrušilo posty ředitelů kanálů ČT1 a ČT2, zatímco ředitelé ostatní kanálů zůstali ve funkcích.  Štern od vedení ČT přijal nabídku na funkci programového dramaturga pro dokument a nové formáty.